# Francesco Critelli
Francesco Critelli (Catanzaro, 21 maggio 1978) è un politico italiano.

## Biografia
È nato a Catanzaro, ma vive a Bologna. Nel capoluogo felsineo viene eletto per la prima volta consigliere comunale per i Democratici di Sinistra dopo le elezioni del 2004; dopo essere confluito nel PD viene rieletto alle elezioni amministrative del 2009 e a quelle del 2011, rimandendo in carica fino al 2016.
Alle elezioni politiche del 2018 viene candidato ed eletto alla Camera dei Deputati, nel collegio uninominale di San Giovanni in Persiceto per la coalizione di centro-sinistra in quota Partito Democratico; durante la XVIII legislatura Segretario della II Commissione Agricoltura. 
Eletto consigliere regionale dell’Emilia-Romagna alle elezioni del 17 novembre 2024. Componente della Commissione I (Bilancio, Affari generali ed istituzionali, Rapporti internazionali) e della Commissione II (Politiche economiche).